# Даюс
Дайюс (араб. ديوث‎‎) — исламский термин, обозначающий человека, который апатичен или снисходителен к нецеломудренному поведению родственниц или супруги.
Более конкретно, даюс описывает мужчину, которому не хватает поведения (гайра) патерналистской защиты по отношению к женщинам-членам семьи или его супруге.
Термин «даюс» исторически имел религиозное, юридическое и семейное значение, в зависимости от времени и региона, особенно если связь приводит к беременности.
Общественное восприятие в неарабских общинах, которые приняли понятие «даюс» как заимствованное слово, различается. Это варьируется от критики его использования как уничижительного, предполагающего принятие тщеславных патерналистских гендерных ролей, стигматизацию сексуальности или чрезмерную защиту навязчивого сексуального контроля в домашнем хозяйстве и, таким образом, одобрение покровительства, до принятия его использования в случаях, когда есть оскорбление скромности или архетип религиозно вдохновленного воздержания.

## Хадис
Пророк (мир ему и благословение Аллаха) сказал: Трое никогда не зайдут в рай: даюс, мужеподобная из числа женщин и пьяница". (Сподвижники) сказали: "О посланник Аллаха, что касается пьяницы, то мы знаем кто это, но кто же такой даюс? Он ответил: «Это тот, которому нет дела до того, кто заходит к его жене».
 — Ахмад 2/69,128, Сунан ан-Насаи 2562, Мишкатул масабих 3655, Мустадрак аль-Хаким: 226